# Eduardo Hurtado
Pour les articles homonymes, voir Hurtado.
Eduardo Hurtado Roa (né le 2 décembre 1969  à Esmeraldas) est un footballeur équatorien.

## Biographie
Surnommé « El Tanque » (le tank), il a évolué au poste d'attaquant dans de nombreux clubs parmi lesquels Emelec, Colo Colo, Los Angeles Galaxy, Hibernian, Argentinos Juniors, Barcelona Sporting Club, Liga Deportiva Universitaria, El Nacional Quito, etc.
Avec 26 buts lors de ses 74 sélections en équipe d'Équateur entre 1992 et 2000, il est le deuxième meilleur buteur de tous les temps en sélection équatorienne derrière Agustín Delgado (31).

## Statistiques

### En sélection nationale
| Saison                | Sélection             | Phases finales        | Phases finales | Phases finales | Éliminatoires CDM | Éliminatoires CDM | Matchs amicaux | Matchs amicaux | Total | Total |
| Saison                | Sélection             | Compétition           | M              | B              | M                 | B                 | M              | B              | M     | B     |
| --------------------- | --------------------- | --------------------- | -------------- | -------------- | ----------------- | ----------------- | -------------- | -------------- | ----- | ----- |
| 1992                  | Équateur              | -                     | -              | -              | -                 | -                 | 2              | 0              | 2     | 0     |
| 1993                  | Équateur              | Copa América 1993 4e  | 6              | 3              | 7                 | 3                 | 4              | 1              | 17    | 7     |
| 1994                  | Équateur              | -                     | -              | -              | -                 | -                 | 2              | 0              | 2     | 0     |
| 1995                  | Équateur              | Copa América 1995     | 3              | 0              | -                 | -                 | 7              | 7              | 10    | 7     |
| 1996                  | Équateur              | -                     | -              | -              | 6                 | 3                 | 6              | 4              | 12    | 7     |
| 1997                  | Équateur              | Copa América 1997     | 4              | 0              | 9                 | 0                 | -              | -              | 13    | 0     |
| 1999                  | Équateur              | Copa América 1999     | -              | -              | -                 | -                 | 9              | 2              | 9     | 2     |
| 2000                  | Équateur              | -                     | -              | -              | 4                 | 1                 | 3              | 1              | 7     | 2     |
| Total sur la carrière | Total sur la carrière | Total sur la carrière | 13             | 3              | 26                | 7                 | 33             | 15             | 72    | 25    |

## Palmarès
- Championnat du Chili :
- Champion: 1993.
- Championnat d’Équateur :
- Champion: 1994, 1995, 1998, 1999.